# Белоут, Мелисса
Мелисса Луиз Белоут Рипли (англ. Melissa Louise Belote Ripley; род. 16 октября 1956, Вашингтон) — американская пловчиха, трёхкратная чемпионка летних Олимпийских игр 1972 года, чемпионка мира 1973 года на дистанции 200 метров на спине.

## Биография
Мелисса Луиз Белоут родилась в Вашингтоне, выросла в Виргинии. Она была второй из трёх дочерей Эрнеста и Флоренс Белоутов. В 8-летнем возрасте она стала членом сборной по плаванию Springfield Swimming & Racquet Club, уже в 12-летнем возрасте выступала на национальном уровне.
На летних Олимпийских играх 1972 года в Мюнхене 15-летняя Белоут победила на дистанциях 100 и 200 м на спине, а также в составе сборной США в комбинированной эстафете 4×100 метров. На дистанции 200 м на спине она установила новый мировой рекорд. На чемпионате мира по водным видам спорта 1973 года она заняла первое место на дистанции 200 м на спине и завоевала серебряные медали в плавании 100 м спине и в комбинированной эстафете 4×100 метров. Белоут также принимала участие в летних Олимпийских играх 1976 года, где заняла 5 место в плавании 200 м на спине. Она установила 9 рекордов США. В 1972 и 1973 годах была номинирована на Приз Джеймса Салливана.
Белоут окончила Университет штата Аризона в сфере коммуникаций. Состояла в сборной университета по плаванию. В 1979 году она завершила спортивную карьеру. Работала помощником главного тренера в сборной по плаванию Solotar Swim Team. В 1988 году вышла замуж за Рича Рипли. В 1981 году она была включена в Зал славы Университета штата Аризоны, в 1983 году — в Зал Славы мирового плавания. Спортивный журнал Sports Illustrated назвал её лучшей спортсменкой из Виргинии в истории.